# Triptorelina
La triptorelina (acetato o pamoato), è un decapeptide (pGlu-His-Trp-Ser-Tyr-D-Trp-Leu-Arg-Pro-Gly-NH2) agonista del rilascio dell'ormone gonadotropo (GnRH agonisti).
Il nome sistematico secondo IUPAC è: [D-Trp6] GnRH

## Meccanismo di azione
Agisce provocando una costante stimolazione della ghiandola pituitaria (ipofisi), diminuisce la secrezione ipofisaria delle gonadotropine quali l'ormone luteinizzante (LH) e l'ormone follicolo-stimolante (FSH). 

## Indicazioni terapeutiche
Come altri agonisti del GnRH, la triptorelina può essere utilizzata nel trattamento di tumori ormone-sensibili, come il cancro alla prostata e il tumore al seno, ma anche nel trattamento della pubertà precoce, e nelle condizioni cliniche estrogen-dipendenti come l'endometriosi o fibromi uterini) e nella terapia della riproduzione assistita. La triptorelina è commercializzata con diversi marchi.
Durante il trattamento del cancro alla prostata esso provoca un aumento del testosterone (un iniziale aumento dei livelli di testosterone), noto come effetto flare.